# نورثلاند
نورثلاند بلدية في ولاية ماتو غروسو في المنطقة الوسطى الغربية من البرازيل.